# Дреновац (община Враня)
Дреновац или Дреновец (на сръбски: Дреновац или Drenovac) е село в Югоизточна Сърбия, Пчински окръг, Град Враня, община Враня.

## География
Селото е разположено в котловината Поляница, в западното подножие на планинския връх Грот и близо до изворите на река Ветерница. Отстои на 12 км северно от окръжния и общински център Враня, на 7,5 км южно от село Сикире и на 8,3 км североизточно от буяновашкото село Сухарно.

## История
По време на Първата световна война селото е във военновременните граници на Царство България, като административно е част от Вранска околия на Врански окръг и е център на Дреновската община.

## Население
Според преброяването на населението от 2011 г. селото има 117 жители.

### Етнически състав
Данните за етническия състав на населението са от преброяването през 2002 г.
- сърби – 165 жители (98,80%)
- неизяснени – 2 жители (1,20%)